# Coenosia bonita
Coenosia bonita este o specie de muște din genul Coenosia, familia Muscidae, descrisă de Huckett în anul 1934. Conform Catalogue of Life specia Coenosia bonita nu are subspecii cunoscute.